# Majok
Majok är ett mansnamn av albanskan majoke ’trädtopp.’
Ingen har Majok som tilltalsnamn i Sverige (enligt en sökning år 2018).